# Nucleaire exclusiezone

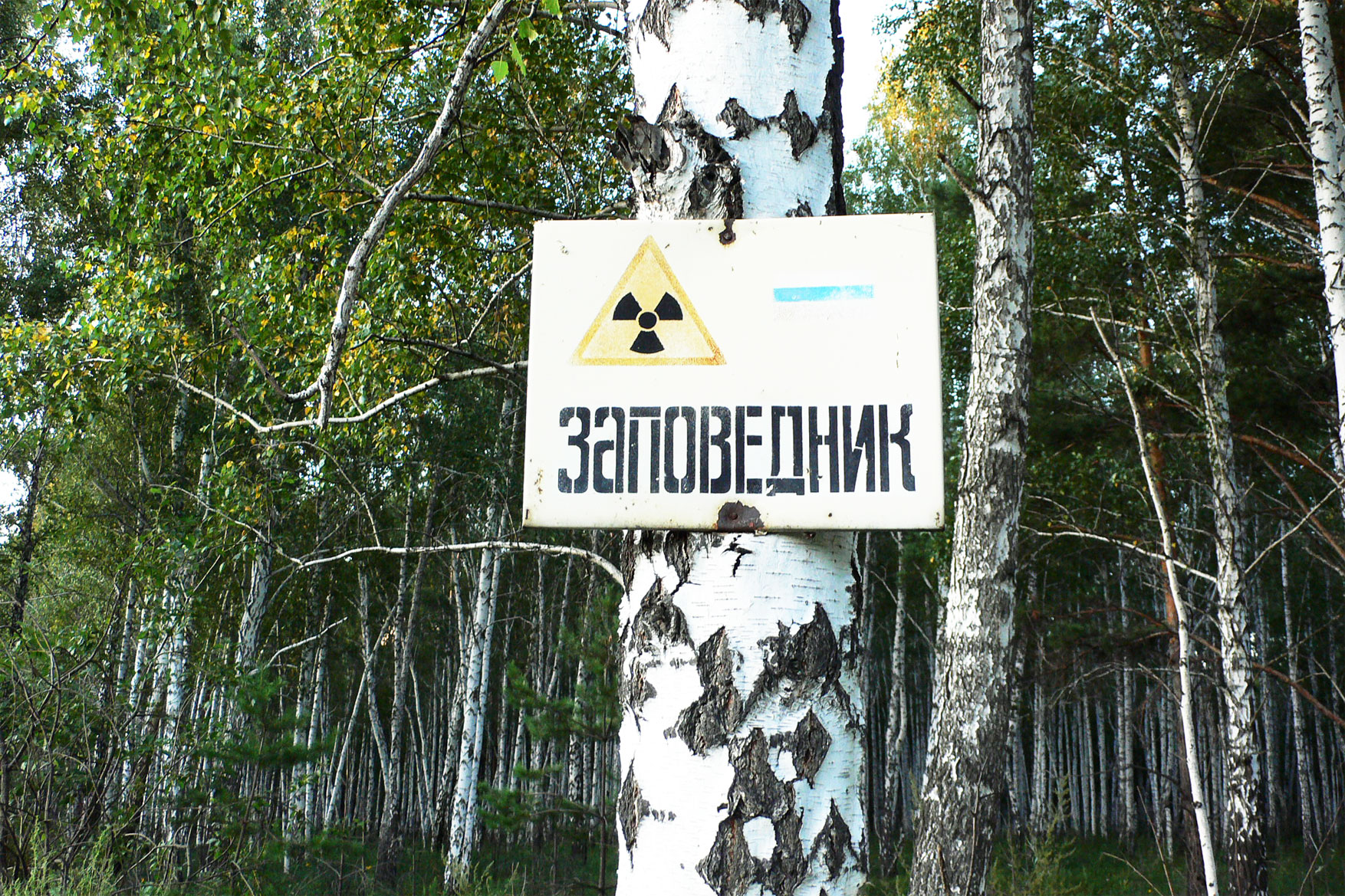
Waarschuwingsbord in Zapovednik Vostotsjno-Oeralski.

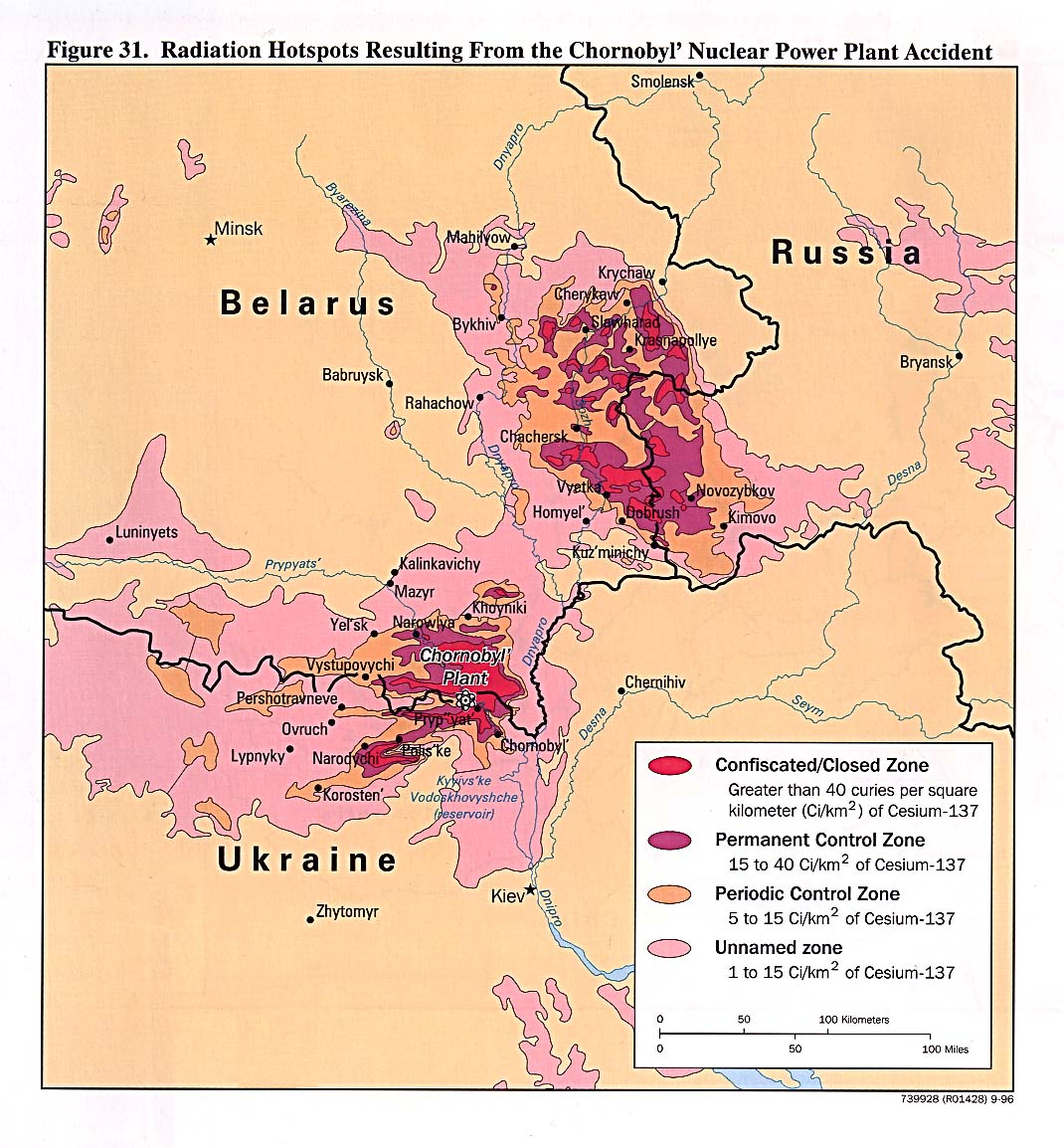
De contaminatie rond Tsjernobyl, verspreid over drie landen (CIA, 1996)

Situatie rond Fukushima in augustus 2012 (grijs = exclusiezone)

Een nucleaire exclusiezone is een gebied dat door de overheid ontoegankelijk wordt verklaard omwille van radioactieve contaminatie. Anders dan bij evacuatiezones die vooraf in de noodplanning zijn aangeduid, wordt een exclusiezone ingesteld op grond van reële metingen en heeft ze een meer permanent karakter. Gebieden waar menselijke aanwezigheid is toegelaten maar waar een verbod geldt op bepaalde activiteiten, zoals landbouw en visserij, worden niet tot de eigenlijke exclusiezone gerekend.

## Regelgeving

### België
In België staat het FANC in voor het afbakenen van eventuele exclusiezones en het reglementeren van de toegang tot gebouwen en terreinen die zich daarin bevinden. Er bestaan geen stralingsnormen vanaf wanneer het instellen van een dergelijke zone verplicht of wenselijk is. Het agentschap heeft daar uitdrukkelijk van afgezien omdat een beslissing tot "langdurige of definitieve bevolkingsverplaatsing [...] van verschillende factoren afhangt en niet met spoed dient te worden getroffen."
Voor tijdelijke evacuaties bestaan wel richtnormen. Een bevel tot evacuatie zal worden gegeven bij een blootstelling tussen 50 en 150 mSv (effectieve dosis geïntegreerd over 7 dagen).

## Bekende exclusiezones (selectie)

### Kysjtym
Naar aanleiding van een explosie in het chemisch-nucleaire complex Majak (1957), kwamen grote hoeveelheden radionucliden vrij. Een radioactieve pluim, later East Urals Radioactive Trace genoemd, sloeg neer op een langgerekte strook ten noordoosten van de stad Ozjorsk. Het voorval werd geheim gehouden en de regering evacueerde de getroffen dorpen zonder opgave van reden. Uit de exclusiezone van 80 km² werden zo'n 10.000 inwoners verdreven. In 1966 werd de situatie bestendigd door het instellen van een zapovednik, een 16.600 ha groot natuurgebied dat enkel met speciale autorisatie toegankelijk is: Zapovednik Vostotsjno-Oeralski (Oost-Oeral).
Ook niet-accidentele vormen van contaminatie zijn aanwezig in de regio. Het Karatsjajmeer, waar kernafval werd gedumpt, is de meest vervuilde plek op aarde genoemd.

### Tsjernobyl
Na de kernramp van Tsjernobyl (1986) stelde de Oekraïense regering een exclusiezone in. Ze omvat niet alleen het gebied dat binnen een straal van 30 km rond de centrale lag, maar ook naburige zone's die zwaar gecontamineerd zijn alsook enkele verderop gelegen plaatsen waar grote hoeveelheden radionucliden zijn neergeslagen. Zo'n 330.000 bewoners moesten het 4.500 km² grote gebied definitief verlaten. In het naburige Wit-Rusland werden de gecontamineerde gebieden samengebracht in een afgesloten natuurreservaat, het Radio-ecologisch reservaat Polesski.

### Fukushima
Onmiddellijk na de kernramp van Fukushima gaf de prefectuur het bevel om het gebied binnen een straal van 2 km rond de getroffen centrale te evacueren (11 maart 2011). In de volgende twee dagen werd dit uitgebreid naar 3 km, dan 10 km, dan 20 km. Vanaf 22 april verklaarde de eerste minister deze evacuatiezone tot verboden gebied. Iedereen die er nog werd aangetroffen, riskeerde boetes en opsluiting. Het gebied telde een 80.000 bewoners. Tienduizenden dieren moesten worden achtergelaten zonder eten of drinken.
Vanaf 1 april 2012 voerde de regering een drietrapssysteem in. De exclusiezone werd ingeperkt tot plekken waar de bevolking was blootgesteld aan een jaarlijkse stralingsdosis van meer dan 50 millisievert. Een deel van de cirkelvormige zone werd daardoor weer toegankelijk, maar de gemeenten Namie, Futaba, Okumma en Tomioka bleven verboden terrein.

## Natuur in exclusiezones
Na een grote kernramp is de zichtbare natuurschade vaak aanzienlijk. Rond Tsjernobyl stierven veel pijnbomen, met name in het rode bos. Door de menselijke afwezigheid gaat de biodiversiteit in een exclusiezone echter snel de hoogte in. Toch blijkt er een neergang te zijn in de populatie van sommige vogels en insecten. Ook zijn er negatieve effecten vastgesteld op de mannelijke vruchtbaarheid.

## Debat
In wetenschappelijke kringen wordt gedebatteerd over de vraag vanaf welke stralingsdosis het instellen van een exclusiezone wenselijk is. Sommigen stellen dat de radiobiologische risico's van leven in de zone kleiner zijn dan de tol van een gedwongen verdrijving (depressies, angststoornissen, zelfdodingen, verlies van gemeenschappen en sociale contacten) en betogen dat de getroffen bevolking de keuze zou moeten krijgen om al dan niet te verhuizen. Ze wijzen er in dit verband op dat veel mensen leven in streken met een hogere achtergrondstraling dan deze in exclusiezones (bv. 250 millisievert in Ramsar).